# Liebe, Tanz und 1000 Schlager
Liebe, Tanz und 1000 Schlager ist ein deutscher Revue- und Schlagerfilm von Regisseur Paul Martin aus dem Jahr 1955. Caterina Valente und Peter Alexander sind die Hauptattraktionen des Films. Zu den weiteren Stars der Artur „Atze“ Brauner-Produktion gehören der Volksschauspieler Rudolf Platte und der DEFA-Schauspieler Willy A. Kleinau. Der von Valente und Alexander vorgetragene Schlager Eventuell, eventuell wurde in Deutschland zum Top-10-Hit.
Die musikalische Komödie, mit Kompositionen von Heinz Gietz und Liedtexten von Kurt Feltz, deren Handlung im Musikgeschäft angesiedelt ist, war in DDR-Kinos, wenngleich nur gekürzt, zu sehen. Alle Hinweise auf „westliche Exzesse“, zum Beispiel die Rock-’n’-Roll-Tanz-Sequenz, waren herausgeschnitten. Das ZDF hat den Film neu bearbeitet und zeigte die lange, integrale Fassung.

## Handlung
Hugo Sauer, Leiter der Nachwuchsabteilung der großen Schallplattenfirma „Phonoton“ von Direktor Winkler, hat auf Italienreise ein neues Talent entdeckt: Caterina, die 19-jährige im Hintergrund trällernde Tochter des Automechanikers Luigi (Willy A. Kleinau), der sich um seinen Opel Laubfrosch kümmert. Sie träumt von ihrem großen Idol Peter Alexander, von dem sie sogar ein Bild mit Autogramm hat. Sauers Versuch, sie von ihrem Vater abzuwerben, bleibt erfolglos, aber sie schmuggelt sich nebst ihrem Hund in seinen Kofferraum und fährt mit ihm so nach Deutschland.
Sauer versucht, sie Direktor Winkler vorzustellen. Der zeigt aber kein Interesse, weil sie noch keinen vermarktbaren Namen hat. Sauer gelingt es eigenmächtig, sie die neue Platte Peter Alexanders Sing, Baby sing mit ihren Synkopen umrahmen zu lassen. Er wird daraufhin entlassen, die Platte wird aber umgehend zum großen Erfolg. Einstweilen nimmt Sauer sie bei sich zu Hause auf, wo bereits viele andere zurückgewiesene Talente mit ihm leben. Sauer schafft es, Caterina zu einer gemeinsamen Tournee mit Peter Alexander und dem Osterhagen Orchester (ein Wortspiel auf Osterwald und Edelhagen) zu vermitteln. Der Trick war dabei Caterina als minderjährig anzubieten, da der Orchesterleiter Kurt Osterhagen verhindern wollte, dass der als Schürzenjäger bekannte Peter Alexander auf der Reise durch Frauen abgelenkt wird. Auf der Reise mit dem Campingbus zu einer Großveranstaltung in Berlin durch reizvolle Landschaften gelingt es Sauer auch den Rest seiner Talente, zu denen unter anderem das Lucas Trio, der amerikanische Stepptänzer John Bubbles, der dänische Geigen-Virtuose Wandy Tworek und Bill Ramsey in seiner ersten Filmrolle gehören, einzubinden.
In der Nebenhandlung verklagt Sauer „Phonoton“ wegen der illegitimen Veröffentlichung des Alexander-Valente Duetts auf einer Schallplatte, während Direktor Winkler seine etwas mauerblümliche Tochter darauf ansetzt, Sauer einen neuen Vertrag zu unterbreiten. Wohl durchaus auf die Wiederbewaffnungsdiskussion jener Ära bezugnehmend, dürfen dann auch eine Militärkapelle und einige Panzer unbedrohlich am Film teilnehmen.
Am Ende findet Peter Alexander heraus, dass die 14-jährige Caterina bereits 19 ist, womit ein Happy End gewährleistet ist. Zudem findet Herr Sauer sein großes Glück mit der Tochter des Direktors.

## Lieder
Die Musik zum Film wurde vom Komponisten Heinz Gietz und dem Textdichter Kurt Feltz, einem außerordentlich erfolgreichen Gespann in der deutschen Nachkriegsära, geschrieben.
- Damit haben sie kein Glück in der Bundesrepublik (Peter Alexander)
- Eventuell, eventuell (Peter Alexander und Caterina Valente)
- Sing, Baby, sing (Peter Alexander und Caterina Valente)
- Casanova (Caterina Valente)

Die letzten drei Lieder wurden zusammen mit dem Schlager Bim-bam-bim-bam-Bina (Valente) 1956 von Polydor auf einer nach dem Film betitelten 7"-Extended-Play-Schallplatte	veröffentlicht.
Als weitere Sänger sind die Sunshines, das Comedian-Quartett und das Lucas-Trio vertreten. Es spielen Kurt Edelhagen und Hazy Osterwald mit ihren Kapellen.

## Produktionsnotizen
Der Film wurde im CCC-Studio in Berlin-Spandau produziert. Die Außenaufnahmen entstanden in Berlin, Mittenwald und am Walchensee. Die Uraufführung erfolgte am 14. Oktober 1955 in Düsseldorf, Köln und Stuttgart.

## Kritiken
- Lexikon des internationalen Films: „Ein anspruchsloser Revue- und Schlagerfilm in der Art einer musikalischen „Starparade“. Das ausgelassen inszenierte Nichts erhält einen gewissen Reiz durch seine Unbekümmertheit sowie den Charme von Caterina Valente.“[4]
- Die Filmblätter bemerkten, „der ostzonale Nationalpreisträger Willy A. Kleinau“ beweise durch seine Charge, „daß es auch unpolitisch geht“.[5]
- Cinema ist erleichtert, dass der Titel trotz „viel Füllstoff“ „seine Drohung zum Glück nicht war[macht]: Es sind nur ein paar Lieder“.[6]